# 杨浪浪
杨浪浪（1972年10月—），女，汉族，重庆潼南人，中华人民共和国政治人物。现任重庆市人民小学校党委书记、校长，英语特级教师。全国三八红旗手标兵。